# Aquaplanagem
Aquaplanagem ou hidroplanagem, também conhecido em Portugal como lençol de água, é um fenómeno que ocorre em veículos quando, ao passar sobre uma fina camada de um qualquer fluido (normalmente água, mas também pode ocorrer com lama), os pneus perdem o contato com o asfalto. Isto em geral acontece devido à impossibilidade de ocorrer a drenagem pelos sulcos dos pneus.

Diagrama de um pneu aquaplanando

O fenómeno é mais comum em rodovias planas e bem pavimentadas, quando o veículo se desloca em alta velocidade. A largura dos pneus é diretamente proporcional à probabilidade de aquaplanagem, e a profundidade dos sulcos é inversamente proporcional. Em piso molhado, a distância percorrida do momento em que o motorista freia até o momento em que o veículo para depende da banda de rodagem. A 120 km/h, um pneu com sulco de 2,5 milímetros precisa de uma distância 50% maior do que um pneu novo, que tem 8 milímetros.
Pneus com escultura assimétrica favorecem a evacuação da água e limitam assim os riscos de aquaplanagem. 